# 大聖奴
大聖奴（14世纪—1359年），元朝宗王。元世祖忽必烈之子镇南王脱欢的曾孙，镇南王孛羅不花的儿子。
至正十六年（1356年），孛羅不花死后，大圣奴袭封镇南王。至正十八年（1358年）二月，江西陳友諒派遣部下王奉国等率军号二十万，攻打信州。至正十九年（1359年）正月，镇南王大聖奴和枢密院判官席閏等屯兵信州城中。伯颜不花的斤引兵救援。到达后，在城東遇王奉国，力战得胜。大聖奴听说伯颜不花的斤抵达，争開門出迎，羅拜馬前。六月，士卒力疲不能战，万户顧馬儿献城。席閏出降，大聖奴、海魯丁战死，伯顔不花的斤自刎。